# Tomasi Puapua
Tomasi Puapua (10 september 1938) is een politicus van de pacifische eilandenstaat Tuvalu. Hij was de tweede minister-president van het land in de periode 1981-1989. Puapua bekleedde later de post van gouverneur-generaal van Tuvalu, in de periode 1998-2003.
In een land als Tuvalu, met geregelde wisselingen van regeringsleiders, is Tomasi Puapua vermaard als de tot nu toe de langstzittende minister-president van Tuvalu.

## Gouverneur-generaal van Tuvalu
De gouverneur-generaal van Tuvalu is volgens protocol hoger in rang dan de minister-president. Echter, de gouverneur-generaal bekleedt louter een ceremoniële functie als afgevaardigde van Hare Majesteit Elizabeth II in het Tuvaluaanse politieke systeem, omdat Tuvalu Elizabeth heeft behouden als koningin, zoals meer landen in de Britse Commonwealth dat hebben gedaan.

## Voorgangers en opvolgers
Puapua volgde de eerste president van Tuvalu, Toaripi Lauti op als president, en Puapua werd op zijn beurt weer opgevolgd door Bikenibeu Paeniu.
Puapua volgde Tulaga Manuella als gouverneur-generaal op en Puapua werd op zijn beurt weer opgevolgd door Faimalaga Luka.
Toaripi Lauti · Tomasi Puapua · Bikenibeu Paeniu · Kamuta Latasi · Ionatana Ionatana · Lagitupu Tuilimu · Faimalaga Luka · Koloa Talake · Saufatu Sopoanga · Maatia Toafa · Apisai Ielemia · Maatia Toafa · Willy Telavi · Enele Sopoaga · Kausea Natano · Feleti Teo